# آزانیل
آزانیل (به انگلیسی: Azanyl) با فرمول شیمیایی NH

رادیکال آزاد NH2

۲• یک ترکیب شیمیایی با شناسه پاب‌کم ۱۲۳۳۲۹ است. که جرم مولی آن ۱۶٫۰۲۲۶ g/mol می‌باشد. 